# 9-та паралель північної широти
9-та паралель північної широти — лінія широти, що лежить на 9 градусів північніше земної екваторіальної площини. Вона проходить через Африку, Індійський океан, Південну Азію, Південно-Східну Азію, Тихий океан, Центральну Америку, Південну Америку та Атлантичний океан.

## Список географічних об'єктів, що перетинає 9° пн. ш.
Починаючи з Гринвіцького меридіану та рухаючись на схід, 9-та паралель північної широти проходить через:
| Координати                                                 | Країна, територія або море       | Примітки |
| ---------------------------------------------------------- | -------------------------------- | --- |
| 9°0′ пн. ш. 0°0′ сх. д. / 9.000° пн. ш. 0.000° сх. д.      | Гана                             | |
| 9°0′ пн. ш. 0°28′ сх. д. / 9.000° пн. ш. 0.467° сх. д.     | Того                             | |
| 9°0′ пн. ш. 1°38′ сх. д. / 9.000° пн. ш. 1.633° сх. д.     | Бенін                            | |
| 9°0′ пн. ш. 2°47′ сх. д. / 9.000° пн. ш. 2.783° сх. д.     | Нігерія                          | Проходить південніше Абуджі                                                                                       |
| 9°0′ пн. ш. 12°51′ сх. д. / 9.000° пн. ш. 12.850° сх. д.   | Камерун                          | |
| 9°0′ пн. ш. 14°34′ сх. д. / 9.000° пн. ш. 14.567° сх. д.   | Чад                              | |
| 9°0′ пн. ш. 19°3′ сх. д. / 9.000° пн. ш. 19.050° сх. д.    | Центральноафриканська Республіка | |
| 9°0′ пн. ш. 23°28′ сх. д. / 9.000° пн. ш. 23.467° сх. д.   | Судан                            | Приблизно на 11 км                                                                                                |
| 9°0′ пн. ш. 23°34′ сх. д. / 9.000° пн. ш. 23.567° сх. д.   | Центральноафриканська Республіка | Приблизно на 3 км                                                                                                 |
| 9°0′ пн. ш. 23°35′ сх. д. / 9.000° пн. ш. 23.583° сх. д.   | Судан                            | |
| 9°0′ пн. ш. 24°33′ сх. д. / 9.000° пн. ш. 24.550° сх. д.   | Південний Судан                  | |
| 9°0′ пн. ш. 34°8′ сх. д. / 9.000° пн. ш. 34.133° сх. д.    | Ефіопія                          | Проходить через Аддис-Абебу                                                                                       |
| 9°0′ пн. ш. 44°0′ сх. д. / 9.000° пн. ш. 44.000° сх. д.    | Сомалі                           | Проходить через Сомаліленд                                                                                        |
| 9°0′ пн. ш. 50°34′ сх. д. / 9.000° пн. ш. 50.567° сх. д.   | Індійський океан                 | Аравійське море Проходить через протоку Дев'ятого градуса[en]                                                     |
| 9°0′ пн. ш. 76°31′ сх. д. / 9.000° пн. ш. 76.517° сх. д.   | Індія                            | Керала Тамілнад                                                                                                   |
| 9°0′ пн. ш. 78°16′ сх. д. / 9.000° пн. ш. 78.267° сх. д.   | Індійський океан                 | Манарська затока                                                                                                  |
| 9°0′ пн. ш. 79°51′ сх. д. / 9.000° пн. ш. 79.850° сх. д.   | Шрі-Ланка                        | Проходить через острови Маннар[en] і Шрі-Ланка                                                                    |
| 9°0′ пн. ш. 80°57′ сх. д. / 9.000° пн. ш. 80.950° сх. д.   | Індійський океан                 | Бенгальська затока Проходить південніше острова Кар-Нікобар, Індія Андаманське море                               |
| 9°0′ пн. ш. 98°15′ сх. д. / 9.000° пн. ш. 98.250° сх. д.   | Таїланд                          | Проходить через острів Кокхокхао[de]                                                                              |
| 9°0′ пн. ш. 99°56′ сх. д. / 9.000° пн. ш. 99.933° сх. д.   | Сіамська затока                  | |
| 9°0′ пн. ш. 104°48′ сх. д. / 9.000° пн. ш. 104.800° сх. д. | В'єтнам                          | |
| 9°0′ пн. ш. 105°25′ сх. д. / 9.000° пн. ш. 105.417° сх. д. | Південнокитайське море           | Проходить через спірні острови Спратлі                                                                            |
| 9°0′ пн. ш. 117°37′ сх. д. / 9.000° пн. ш. 117.617° сх. д. | Філіппіни                        | Проходить через острів Палаван                                                                                    |
| 9°0′ пн. ш. 118°4′ сх. д. / 9.000° пн. ш. 118.067° сх. д.  | Море Сулу                        | |
| 9°0′ пн. ш. 123°0′ сх. д. / 9.000° пн. ш. 123.000° сх. д.  | Бохольське море                  | |
| 9°0′ пн. ш. 124°48′ сх. д. / 9.000° пн. ш. 124.800° сх. д. | Філіппіни                        | Проходить через острів Мінданао                                                                                   |
| 9°0′ пн. ш. 124°53′ сх. д. / 9.000° пн. ш. 124.883° сх. д. | Бохольське море                  | Затока Гінгуг |
| 9°0′ пн. ш. 125°10′ сх. д. / 9.000° пн. ш. 125.167° сх. д. | Філіппіни                        | Проходить через острів Мінданао                                                                                   |
| 9°0′ пн. ш. 125°16′ сх. д. / 9.000° пн. ш. 125.267° сх. д. | Бохольське море                  | Затока Бутуан[en]                                                                                                 |
| 9°0′ пн. ш. 125°29′ сх. д. / 9.000° пн. ш. 125.483° сх. д. | Філіппіни                        | Проходить через острів Мінданао                                                                                   |
| 9°0′ пн. ш. 126°16′ сх. д. / 9.000° пн. ш. 126.267° сх. д. | Тихий океан                      | Проходить північніше атола Намонуїто[en], Федеративні Штати Мікронезії                                            |
| 9°0′ пн. ш. 165°38′ сх. д. / 9.000° пн. ш. 165.633° сх. д. | Маршаллові Острови               | Проходить через атол Уджае[en]                                                                                    |
| 9°0′ пн. ш. 165°43′ сх. д. / 9.000° пн. ш. 165.717° сх. д. | Тихий океан                      | Проходить північніше атола Лае[en], Маршаллові Острови                                                            |
| 9°0′ пн. ш. 167°34′ сх. д. / 9.000° пн. ш. 167.567° сх. д. | Маршаллові Острови               | Проходить через атол Кваджалейн                                                                                   |
| 9°0′ пн. ш. 167°44′ сх. д. / 9.000° пн. ш. 167.733° сх. д. | Тихий океан                      | Проходить південніше атола Ерікуб[en], Маршаллові Острови Проходить північніше атола Малоелап, Маршаллові Острови |
| 9°0′ пн. ш. 83°38′ зх. д. / 9.000° пн. ш. 83.633° зх. д.   | Коста-Рика                       | |
| 9°0′ пн. ш. 82°46′ зх. д. / 9.000° пн. ш. 82.767° зх. д.   | Панама                           | Проходить через лагуну Чирикі[en]                                                                                 |
| 9°0′ пн. ш. 81°42′ зх. д. / 9.000° пн. ш. 81.700° зх. д.   | Карибське море                   | |
| 9°0′ пн. ш. 80°44′ зх. д. / 9.000° пн. ш. 80.733° зх. д.   | Панама                           | Проходить через Панаму-Сіті                                                                                       |
| 9°0′ пн. ш. 79°29′ зх. д. / 9.000° пн. ш. 79.483° зх. д.   | Тихий океан                      | Панамська затока                                                                                                  |
| 9°0′ пн. ш. 79°7′ зх. д. / 9.000° пн. ш. 79.117° зх. д.    | Панама                           | |
| 9°0′ пн. ш. 77°45′ зх. д. / 9.000° пн. ш. 77.750° зх. д.   | Карибське море                   | Дар'єнська затока                                                                                                 |
| 9°0′ пн. ш. 76°16′ зх. д. / 9.000° пн. ш. 76.267° зх. д.   | Колумбія                         | |
| 9°0′ пн. ш. 72°44′ зх. д. / 9.000° пн. ш. 72.733° зх. д.   | Венесуела                        | |
| 9°0′ пн. ш. 60°49′ зх. д. / 9.000° пн. ш. 60.817° зх. д.   | Атлантичний океан                | |
| 9°0′ пн. ш. 13°17′ зх. д. / 9.000° пн. ш. 13.283° зх. д.   | Сьєрра-Леоне                     | |
| 9°0′ пн. ш. 10°36′ зх. д. / 9.000° пн. ш. 10.600° зх. д.   | Гвінея                           | |
| 9°0′ пн. ш. 7°55′ зх. д. / 9.000° пн. ш. 7.917° зх. д.     | Кот-д'Івуар                      | |
| 9°0′ пн. ш. 2°39′ зх. д. / 9.000° пн. ш. 2.650° зх. д.     | Гана                             | |